# Simulium kitetense
Simulium kitetense är en tvåvingeart som beskrevs av Elsen och George Edward Post 1989. Simulium kitetense ingår i släktet Simulium och familjen knott.
Artens utbredningsområde är Kongo. Inga underarter finns listade i Catalogue of Life.